# HD 87822
HD 87822 är en dubbelstjärna belägen i den mellersta delen av stjärnbilden Lilla lejonet. Den har en kombinerad skenbar magnitud av ca 6,24 och är mycket svagt synlig för blotta ögat där ljusföroreningar ej förekommer. Baserat på parallaxmätning inom Hipparcosuppdraget på ca 16,3 mas, beräknas den befinna sig på ett avstånd på ca 200 ljusår (ca 61 parsek) från solen. Den rör sig närmare solen med en heliocentrisk radialhastighet på ca -8 km/s.

## Egenskaper
Primärstjärnan HD 87822 A är en gul till vit stjärna i huvudserien av spektralklass F4 V. Den har en radie som är ca 2,6 solradier och har ca 10 gånger solens utstrålning av energi från dess fotosfär vid en effektiv temperatur av ca 6 500 K.
HD 87822 är en dubbelstjärna med en omloppsperiod av ca 17,7 år i en bana med en excentricitet av 0,3960.